# Eupithecia tricornuta
Eupithecia tricornuta är en fjärilsart som beskrevs av Inoue 1980. Eupithecia tricornuta ingår i släktet Eupithecia och familjen mätare. Inga underarter finns listade i Catalogue of Life.